# Imp

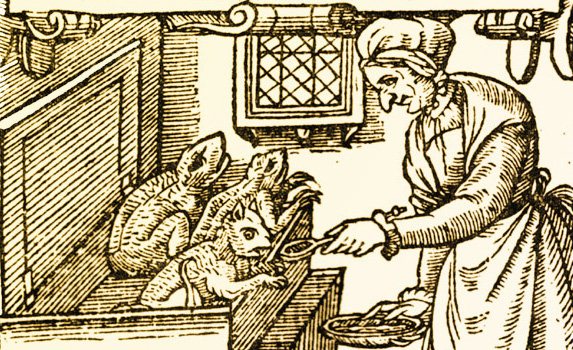
Hrănind impi demonici

Un imp este o creatură mitologică similară cu o zână sau un demon, descris frecvent în folclor și superstiție. Cuvânt este un derivat al termenului ympe, ce denota tineri copaci altoiți.
Impii sunt de obicei prezentați ca răuvoitori mai mult decât serios amenințător și ca făpturi simple, în loc de creaturi supranaturale importante. Servitorii diavolului sunt câteodată descriși ca impi. Ei sunt deseori mici de statură și foarte activi.